# Pseudomimonectes robustus
Pseudomimonectes robustus är en kräftdjursart. Pseudomimonectes robustus ingår i släktet Pseudomimonectes och familjen Mimonectidae. Inga underarter finns listade i Catalogue of Life.